# Honoré de Balzac

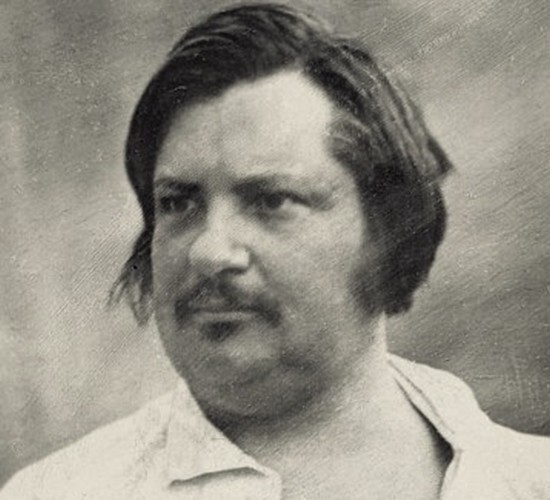
Ausschnitt aus einer Daguerreotypie von Louis-Auguste Bisson, 1842, das Antlitz ist seitenverkehrt, digitale Bildbearbeitung im 21. Jahrhundert vorgenommen

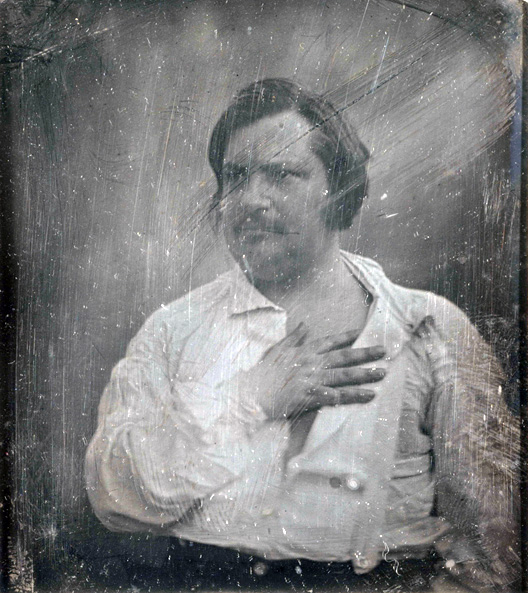
Honoré de Balzac, Original-Daguerreotypie von Louis-Auguste Bisson, 1842

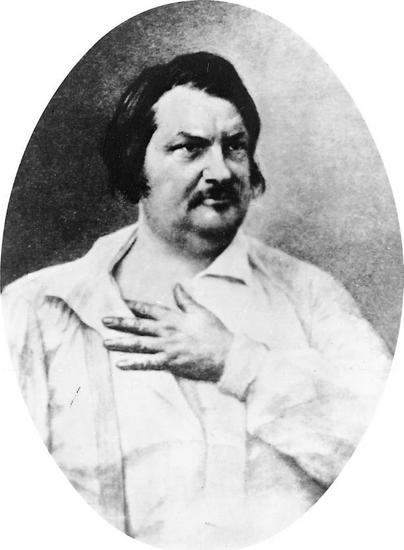
Analoge Bildbearbeitung im 19. Jahrhundert vorgenommen: Umkopiert und retuschiert von Paul Nadar, 1890

Honoré de Balzac [ɔnɔ'ʁe d(ə) balˈzak] (* 20. Mai 1799 in Tours; † 18. August 1850 in Paris) war ein französischer Schriftsteller. In den Literaturgeschichten wird er, obwohl er eigentlich zur Generation der Romantiker zählt, mit dem sechzehn Jahre älteren Stendhal und dem 22 Jahre jüngeren Gustave Flaubert als Dreigestirn der großen Realisten gesehen. Sein Hauptwerk ist der 88 Titel umfassende, aber unvollendete Romanzyklus La Comédie humaine (deutsch: Die menschliche Komödie), dessen Romane und Erzählungen ein Gesamtbild der Gesellschaft im Frankreich seiner Zeit zu zeichnen versuchen.

## Leben

### Kindheit und Jugend
Honoré Balzac (so sein Geburtsname) war, da ein 1798 geborener Bruder schon im Säuglingsalter starb, ältestes Kind von Bernard-François Balzac (1746–1829), einem Bauernsohn aus dem südfranzösischen Département Tarn, und von Anne-Charlotte-Laure Sallambier (1778–1854), einer Pariserin aus gutbürgerlicher Familie. Der Vater, der es schon vor der Revolution vom Notariatsangestellten zum Sekretär eines hohen Beamten gebracht hatte, war nach 1789 Sekretär eines Marineministers und dann leitender Beamter in der Verwaltung der Revolutionsarmee geworden. Schon um 1780 hatte er seinen eigentlichen Namen Balssa französisiert zu Balzac, das er spätestens ab 1803 gern mit einem de verzierte. Erst 1797 hatte er mit 50 geheiratet. Seine Frau, eine offenbar hübsche und gebildete Person, war bei ihrer Heirat 19.

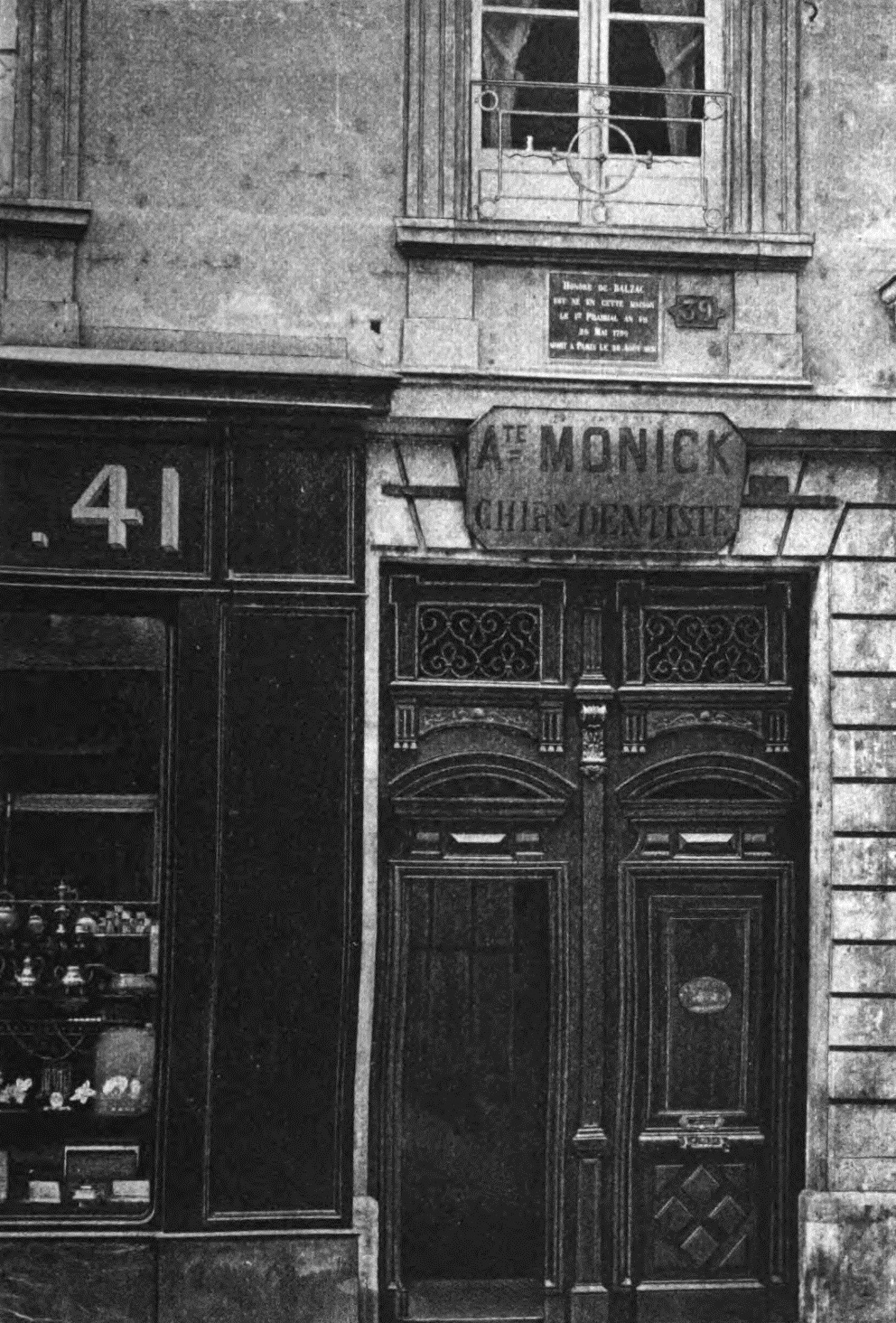
Balzacs Geburtshaus in Tours

Die Mutter gab den neugeborenen Honoré sowie danach auch seine 1800 und 1802 geborenen Schwestern Laure und Laurence zu Ammen in Pflege. 1807, einige Monate bevor sie einen offenbar außerehelich empfangenen Sohn zur Welt brachte, schickte sie ihren eben achtjährigen Ältesten in ein Internat der Oratorianer in Vendôme; ein Schulfreund war Auguste Barchou de Penhoën. Von dort wechselte er mit 13, sitzengeblieben und kränkelnd, in eine Pariser Schülerpension und besuchte, wiederum nur wenig erfolgreich, das Lycée Charlemagne. Insgesamt erlebte Balzac im Rückblick seine Kindheit und Jugend als freudlos und entwickelte einen tiefsitzenden Groll gegen seine Mutter.
1814 erhielt der Vater, der zuletzt in Tours Verwaltungschef des Krankenhauses gewesen war, einen guten Posten in Paris, und die Familie zog in die Hauptstadt um. Hier beendete Balzac 1816 seine Schulzeit und nahm ein Jurastudium an der Juristischen Hochschule (École de Droit) auf. Er besuchte jedoch auch Vorlesungen an der Pariser Philosophisch-philologischen Fakultät (Faculté des lettres) und am Collège de France und begann, nebenher philosophische Überlegungen zu Papier zu bringen. Ab 1817 arbeitete er zudem stundenweise als Schreib- und juristische Hilfskraft, zunächst bei einem Anwalt (wo er den späteren Komödienautor Eugène Scribe als Kollegen hatte) und dann bei einem mit der Familie befreundeten Notar.

### Die Anfänge als Schriftsteller und erste Schulden

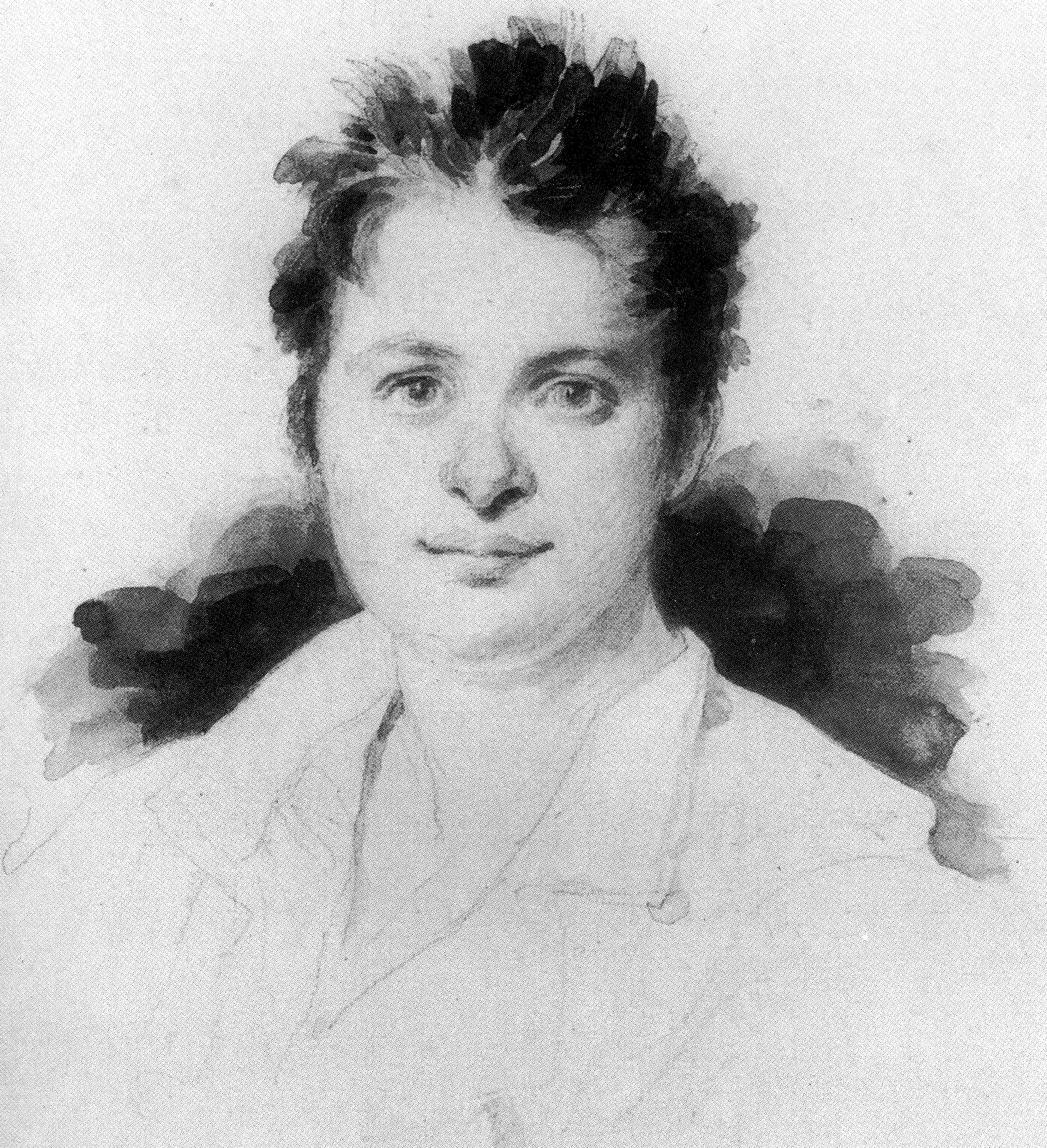
Honoré de Balzac, Zeichnung von Achille Devéria, 1820er Jahre

Anfang 1819 legte er das baccalauréat en droit ab, die Zulassungsprüfung für den letzten Studienabschnitt vor der licence, dem eigentlichen Abschluss. Nach Vorlesungsende im Sommer brach er jedoch das Studium ab, denn er hatte beschlossen, Schriftsteller zu werden. Nachdem sich der Vater bereitgefunden hatte, ihm zwei Probejahre zu finanzieren, zog Balzac in eine kleine Dachwohnung und begann zu schreiben. Das Ergebnis war allerlei Feuilletonistisches und Lyrisches sowie Fragmente eines Opernlibrettos und einer Tragödie.
1821 lernte er den schon erfahreneren Autor Auguste Lepoitevin kennen. Mit ihm zusammen und unter dessen Pseudonym „Viellerglé“ produzierte er in den Folgejahren mehrere Romane, versuchte es daneben aber auch mit eigenen, die er unter dem Pseudonym „Lord R’Hoone“ oder „Horace de Saint-Aubin“ zeichnete.
1822 machte er die Bekanntschaft der 45-jährigen Madame de Berny, die seine erste Geliebte wurde und ihm eine éducation sentimentale angedeihen ließ. Sie blieb ihm bis kurz vor ihrem Tod 1836 als mütterliche Freundin verbunden.
1823 versuchte sich Balzac erneut als Dramatiker mit dem Stück Le Nègre, das aber nicht angenommen wurde. Ein weiterer Ausflug in ein anderes Genre, das epische Gedicht Fœdora, wurde nicht fertig. Nebenher schrieb er Kritiken für das Feuilleton littéraire des jungen Publizisten Horace Raisson, mit dem zusammen er auch andere literarische Projekte verfolgte. Immerhin verdiente er inzwischen mit dem Schreiben so viel, dass er in der Lage war, seinen Eltern 100 Franc Kostgeld monatlich zu zahlen, ein gewisses gesellschaftliches Leben zu führen und Reisen zu den Landsitzen adeliger oder großbürgerlicher Gastgeber zu unternehmen.
Den erhofften Durchbruch als Autor schaffte er trotz seiner fleißig fortgesetzten Romanproduktion jedoch weiterhin nicht. Ende 1824 scheint er deshalb in eine Depression verfallen zu sein. Auch nachträglich haben seine Jugendwerke keine Geltung erlangt, obwohl diese oft schon Themen und Typen zum Inhalt haben, die später charakteristisch für ihn waren, wie etwa das Streben nach Anerkennung und Geld, oder den energiegeladenen jungen Aufsteiger.
Anfang 1825 lernte er über seine Schwester Laure in Versailles die Duchesse d’Abrantès kennen, die ein Verhältnis mit ihm einging und ihm Einblicke in die Welt des zeitgenössischen Adels verschaffte. Im August starb mit 23 seine jüngste Schwester, Laurence de Montzaigle, deren 1821 geschlossene Ehe unglücklich gewesen war. Im Herbst begann Balzac hieraufhin ein leicht zynisches und illusionsloses Ehehandbuch für noch ledige Männer: Physiologie du mariage, das er jedoch erst 1829 fertigstellte und anonym publizierte.
Ebenfalls 1825 versuchte sich Balzac als Compagnon eines Pariser Verlegers und gab je eine illustrierte und kommentierte Ausgabe der Komödien Molières und der Fabeln von La Fontaine heraus. Auf den Geschmack als Verleger gekommen, kaufte er 1826 mit einem Darlehen Mme de Bernys und vor allem seiner Mutter eine Druckerei, der er 1827 eine Letterngießerei angliederte. Schon 1828 jedoch musste er infolge einer von England nach Frankreich überspringenden Wirtschaftskrise Konkurs anmelden, die Gießerei an den Sohn Mme de Bernys abtreten und die Druckerei schließen. Er blieb lebenslang Schuldner seiner Mutter, die seinen Vater († 1829) und ihn selbst überlebte. Immerhin hatte er in seiner Eigenschaft als Verleger Kontakt zu mehreren Autoren der Schule der Romantiker erhalten, darunter Victor Hugo und Alfred de Vigny.

### Die Zeit des Erfolgs
In der Folgezeit konzentrierte sich Balzac wieder auf das Schreiben. 1829 hatte er endlich Erfolg mit Le dernier Chouan, ou La Bretagne en 1800 (später überarbeitet und umbenannt in Les Chouans, ou La Bretagne en 1799). Es ist ein historischer Roman nach der neuen Machart Walter Scotts, der mit einem jungen Adeligen als Protagonisten das tragische Ende eines der letzten königstreuen Widerständler gegen das Revolutionsregime schildert. Les Chouans war zugleich das erste Werk, das Balzac mit seinem Namen zeichnete. Diesem setzte er rasch ein „de“ voran, als ihm der Erfolg die Pariser Salons zu öffnen begann.
In den nächsten Jahren führte er eine äußerst vielfältige und bewegte Existenz. So gründete er 1830, im Jahr der Julirevolution, mit dem späteren Zeitungsmagnaten Girardin eine politische Zeitschrift. 1831 und nochmals 1832 erwog er, für ein Abgeordnetenmandat zu kandidieren, beschränkte sich dann jedoch auf eine Rolle als sehr aktiver Journalist, wobei er 1835 Mehrheitsaktionär einer politischen und literarischen Zeitschrift wurde, die jedoch schon 1836 einging. Seine politische Position rückte in diesen Jahren deutlich nach rechts, denn 1832 hatte der pseudoadelige Bourgeois über eine adelige Freundin, die Marquise de Castries, Anschluss an Kreise der Legitimisten gefunden, die den 1830 zurückgetretenen Charles X weiterhin als legitimen König betrachteten und sich dem neuen „Bürgerkönig“ Louis-Philippe verweigerten.
Daneben war Balzac viel unterwegs, um Gast in den Sommerresidenzen vornehmer Leute zu sein oder einer der zahlreichen, meist verheirateten Damen zu folgen, mit denen er Verhältnisse anstrebte oder unterhielt, wie Laure de Berny (1777–1836), Zulma Carraud (1796–1889); Laure Junot d’Abrantès (1784–1838), Olympe Pélissier (1799–1878), Claire de Maillé de La Tour-Landry (La duchesse de Castries, 1796–1861), Marie du Fresnay (1809–1892), Frances-Sarah Guidoboni-Visconti (1804–1883) und Caroline Marbouty (1804–1890). Hierbei wurde er offenbar auch Vater außerehelich gezeugter Kinder, und zwar 1834 einer Marie du Fresnay und 1836 eines Lionel-Richard Guidoboni-Visconti.

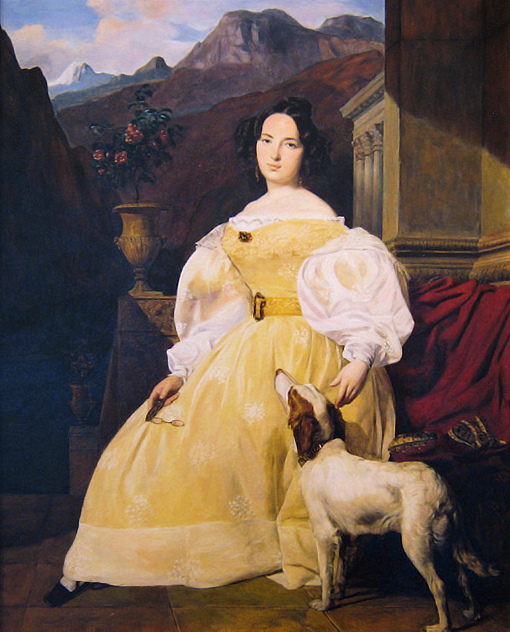
Comtesse Ewelina Hańska und ihr Hund, 1835; im Schloss Saché ausgestellte Kopie nach Ferdinand Georg Waldmüller.

1832 begann die polnische Gräfin Ewelina Hańska eine langjährige Korrespondenz mit Balzac. Im September 1833 kam es im schweizerischen Neuchâtel zu einer ersten Begegnung zwischen Hanska und Balzac, im Dezember zu einem weiteren Treffen in Genf und wieder 1835 in Wien.
Nach dem Erfolg der Chouans passabel bezahlt und zunehmend anerkannt, verfasste Balzac zahlreiche Erzählungen und Romane, die in der Regel zunächst fortsetzungsweise in Zeitschriften herauskamen, ehe sie in Buchform erschienen. Schon früh entwickelte er die Gewohnheit, jeweils mehrere bereits gedruckte Werke unter Gruppentiteln zusammengefasst nochmals zu vermarkten, so 1830 die zweibändigen Scènes de la vie privée (mit u. a. La Maison du chat qui pelote und Gobseck), 1831 die Romans et contes philosophiques (mit u. a. La Peau de chagrin), 1832 einen ersten Band Contes drôlatiques und 1833 die zweibändigen Scènes de la vie de Province (mit u. a. Eugénie Grandet).
Im Oktober 1833 schloss Balzac einen Verlagsvertrag, wonach er aus vorhandenen und noch zu schreibenden Werken eine drei mal vier (also insgesamt zwölf) Bände umfassende Sammlung von „Szenen“ zu erstellen hatte, die unter dem Generaltitel Études de mœurs au XIXe siècle erscheinen sollten. Noch 1833 lieferte er zwei Bände Scènes de la vie de province, 1834 begann er die Scènes de la vie parisienne.

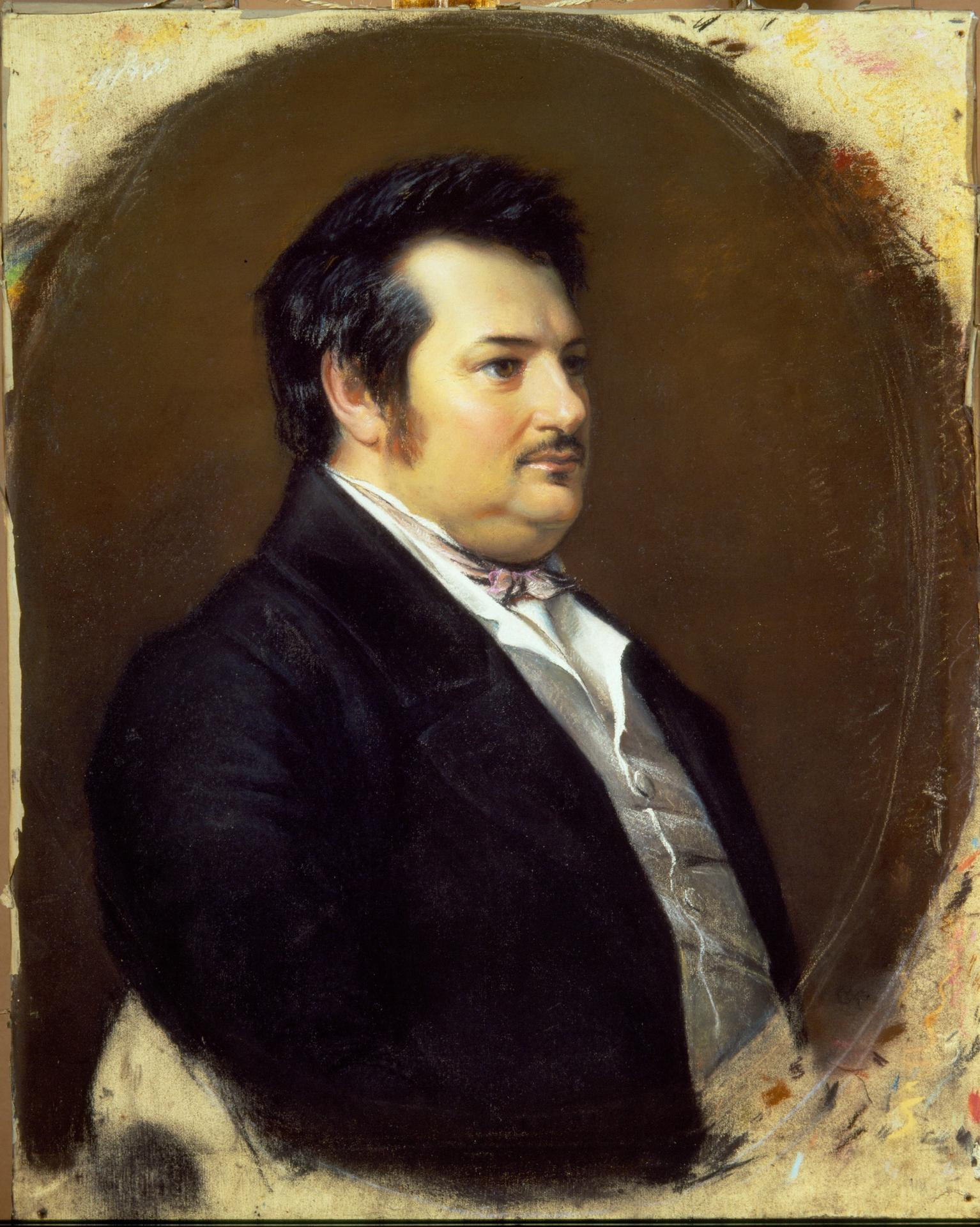
Honoré de Balzac von Gérard-Séguin, 1942

Im selben Jahr 1834 hatte er beim Schreiben eines seiner heute angesehensten Romane, Le Père Goriot (Vater Goriot), die Idee, die Figuren seiner bis dahin verfassten und der künftigen erzählenden Werke immer wieder neu auftreten zu lassen, um mit ihnen und um sie herum eine überschaubare Welt entstehen zu lassen. So schuf er im Lauf der Zeit ein Universum von gut 2000 Figuren, die Repräsentanten der nachrevolutionären französischen Gesellschaft sein sollten und eine plastische Vorstellung vom Leben der zeitgenössischen bürgerlichen und adeligen Schichten samt ihren Domestiken vermitteln.
Im Sinne dieser Idee wählte Balzac den Obertitel La Comédie humaine, als er 1841 mit einer Verlegergruppe eine neue Gesamtausgabe seines vorhandenen und geplanten erzählerischen Œuvres vereinbarte und diese 1842 mit drei ersten Bänden eröffnete. Hierbei sollten die einzelnen Romane und Erzählungen nicht nur zu Großgruppen zusammengefasst werden (Études philosophiques, Études analytiques und Études de mœurs), sondern auch noch zu Untergruppen (Scènes de la vie privée usw.).

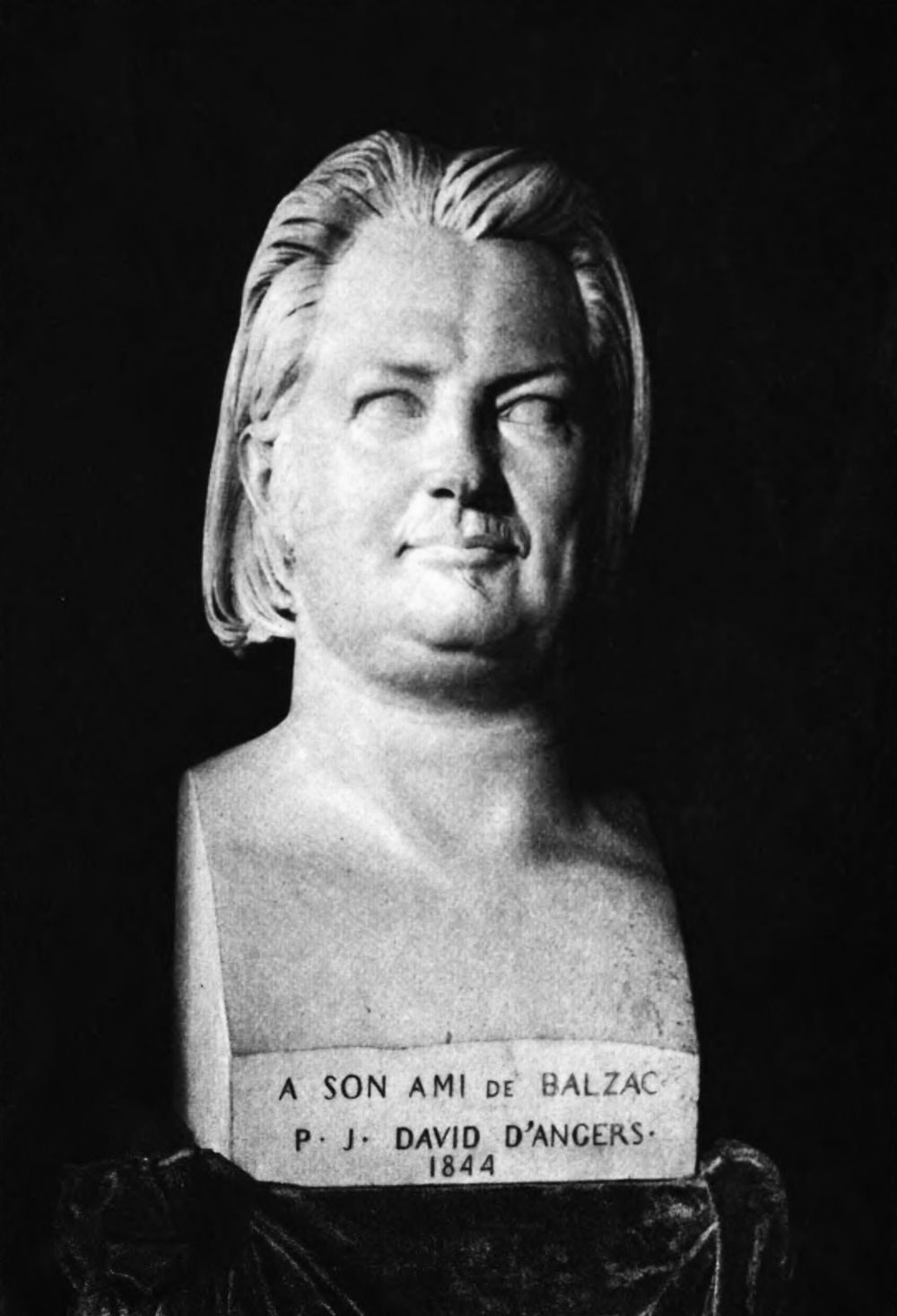
Honoré de Balzac, Büste von David d’Angers, 1844

Zur Verwirklichung dieses Projektes schrieb Balzac in den nächsten Jahren wie besessen. Sein infernalischer Arbeitsrhythmus (oft 15 bis 17 Stunden am Tag), den er wie symbolisch in einer Art Mönchskutte absolvierte, und sein enormer Kaffeeverbrauch (bis zu 50 Tassen in der Arbeitszeit) wurden legendär. Ab 1840 wohnte er in der Rue Raynouard in einem Gebäude, das heute als Maison de Balzac zugänglich ist.

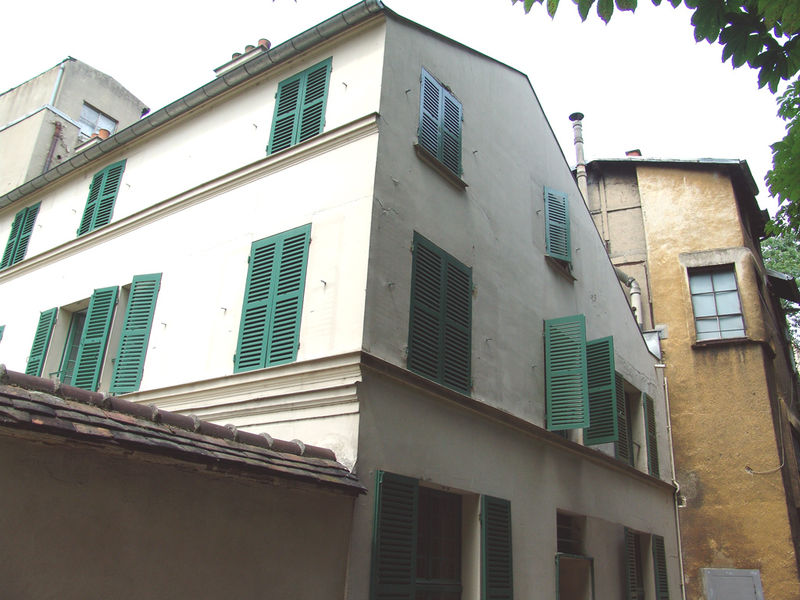
Maison de Balzac, 47, rue Raynouard, Paris

Die außergewöhnliche Vitalität und Schaffenskraft Balzacs beschränkten sich nicht auf seine literarische Aktivität als Erzähler, Journalist und gelegentlicher (stets erfolgloser) Dramatiker. Vielmehr war er ein Lebemann, der trotz seiner ständig wachsenden Schulden einen luxuriösen Lebensstil mit Kutsche, guter Kleidung, eleganten Wohnungen und sogar einem Landsitz zu unterhalten versuchte und ein aufwändiges gesellschaftliches Leben pflegte. Auch hatte er bis etwa 1843 fast ständig Geliebte, wobei er es immer wieder schaffte, aufopferungswillige und oft auch zu finanziellen Hilfeleistungen bereite Frauen aus den besten Kreisen an sich zu binden.

### Gründung des Schriftstellerverbandes
1838 wurde von ihm, Victor Hugo, Alexandre Dumas und George Sand der erste französische Schriftstellerverband, die Société de Gens de Lettres gegründet. Balzac steuerte den bedeutenden Grundentwurf bei, den Code littéraire de la Société des Gens de Lettres, der erstmals die Urheberrechte der Schriftsteller an ihren Werken postulierte. Balzac hatte sehr persönliche Motive, sich hier zu engagieren, da eines seiner Werke nach der Veröffentlichung in Frankreich immer wieder in Belgien nachgedruckt und wesentlich billiger in hohen Auflagen in ganz Europa vertrieben wurde, ohne dass er einen Anteil davon bekam. Wegen Meinungsverschiedenheiten zog er sich jedoch schon bald aus der Vereinigung zurück.

### Die letzten Jahre
Spätestens 1843 und verstärkt 1844 bekam er aufgrund seiner ständigen Überanstrengung und seines exzessiven Kaffeeverbrauchs Gesundheitsprobleme. Er versuchte jedoch, sie mit Arbeit zu betäuben oder auf Reisen mit Mme Hańska zu vergessen, die ab 1845 seine feste, allerdings niemals ständig mit ihm zusammenlebende Partnerin wurde. Mit ihr bereiste er in drei Sommern Frankreich, Deutschland, Italien und die Schweiz. Den Winter 1847/48 und das ganze Jahr 1849 verbrachte er mit ihr auf ihrem polnischen Schloss Wierzchownia bei Berdyczów im damaligen Russischen Reich (heute Berdytschiw in der Ukraine). Seine Hoffnung, sich dort gesundpflegen zu lassen, erfüllte sich jedoch nicht. Am 14. März 1850 heiratete Balzac seine langjährige Partnerin Ewelina Hańska in Berditschew.

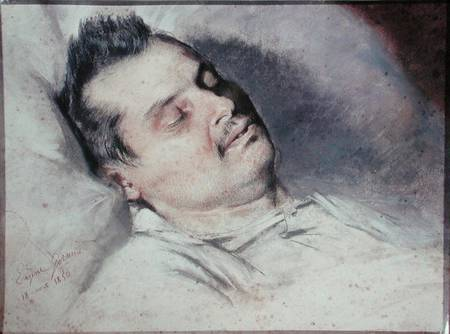
Honoré de Balzac auf seinem Totenbett, gezeichnet von Émile Giraud

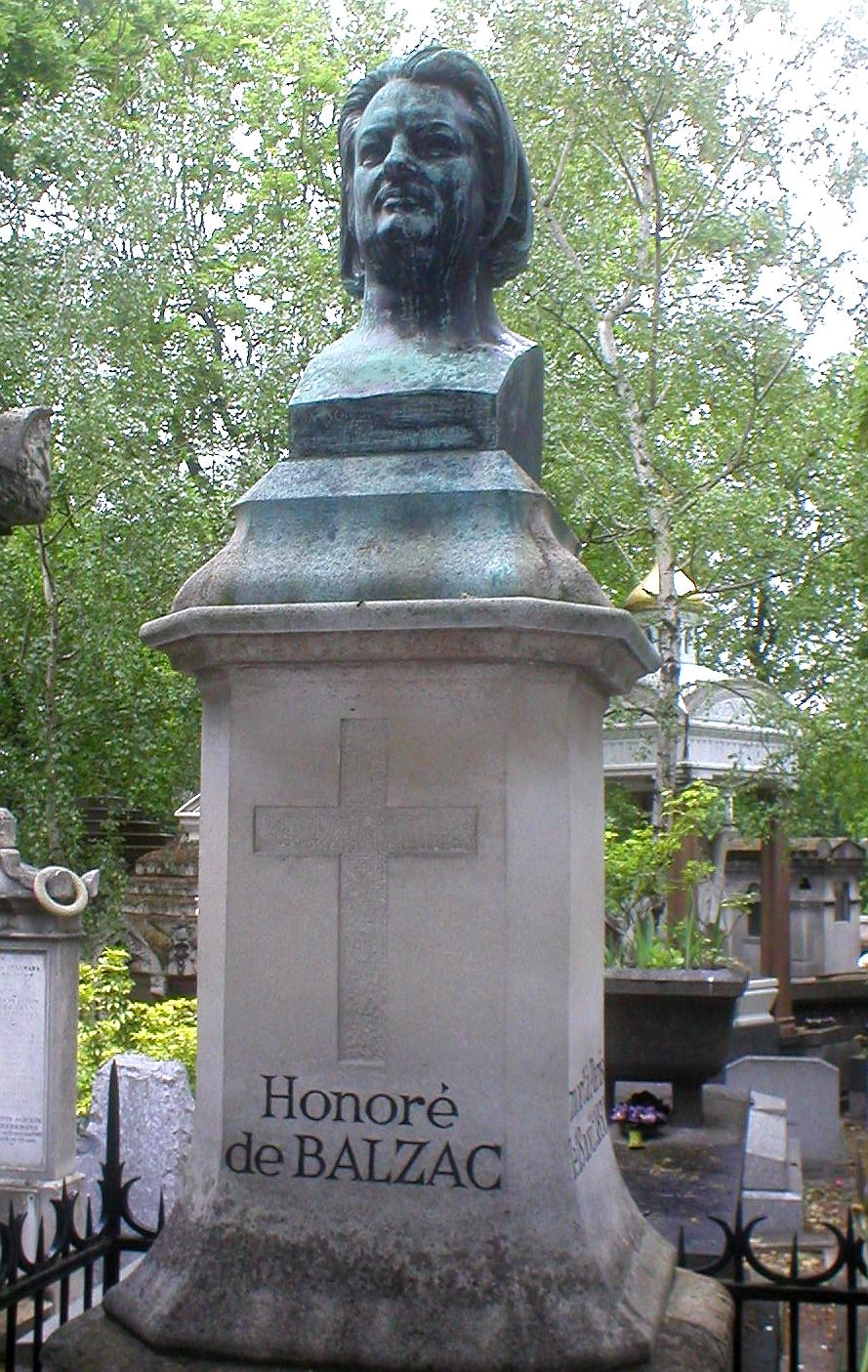
Honoré de Balzac, Büste von Pierre Jean David d’Angers auf dem Cimetière du Père-Lachaise – Division 48

Nach mehrwöchiger und offenbar strapaziöser Rückreise nach Paris starb Balzac dort am 18. August 1850. Er wurde auf dem Pariser Friedhof Père-Lachaise beigesetzt. Victor Hugo hielt die Trauerrede.
Die Aufnahme in die Académie française war Balzac trotz mehrerer Anläufe (zuletzt in Abwesenheit 1849) nicht vergönnt: Sein Stil galt bei der professionellen Literaturkritik der Zeit als zu formlos und damit unseriös. Immerhin wurde Balzac 1845 mit dem Kreuz der Ehrenlegion ausgezeichnet.
Aller Wahrscheinlichkeit erhielt seine Witwe größere Einkünfte aus seiner Schriftstellerei als Balzac zu Lebzeiten selbst. Er pflegte nämlich seine zunächst noch relativ hoch angesetzten Honorare ganz erheblich dadurch zu schmälern, dass er auf den Korrekturfahnen seiner Texte so viele Verbesserungen anbrachte, dass diese gänzlich neu gesetzt werden mussten.
Schon zu Lebzeiten wurde Balzac mehrfach von Malern porträtiert. Auch Karikaturisten nahmen ihn häufig aufs Korn. Die heute bekannteste Darstellung ist wohl die Statue, die Auguste Rodin zwischen 1893 und 1897 schuf und die im Rodin-Museum in Paris zu sehen ist.

## Balzacs Werk: Gesamtplan, Stil und Wirkung
Die Comédie Humaine (Die menschliche Komödie) sollte Balzacs Lebenswerk werden, das er jedoch nicht mehr vollenden konnte. „Nur“ 91 der geplanten 137 Romane und Erzählungen wurden fertiggestellt.
Balzac verband die einzelnen Texte zu einem Zyklus, indem er viele Figuren mehrfach auftreten ließ. Mit dieser literarischen Innovation wollte er ein System schaffen, das seiner Intention entsprach, ein umfassendes (Sitten-)Gemälde seiner Zeit zu entwerfen: „Die Unermesslichkeit eines Planes, der zugleich die Geschichte und die Kritik der Gesellschaft, die Analyse ihrer Übel und die Erörterung ihrer Prinzipien umfasst, berechtigt mich, so scheint es mir, meinem Werk den Titel zu geben, unter dem es heute erscheint: ›Die menschliche Komödie‹.“

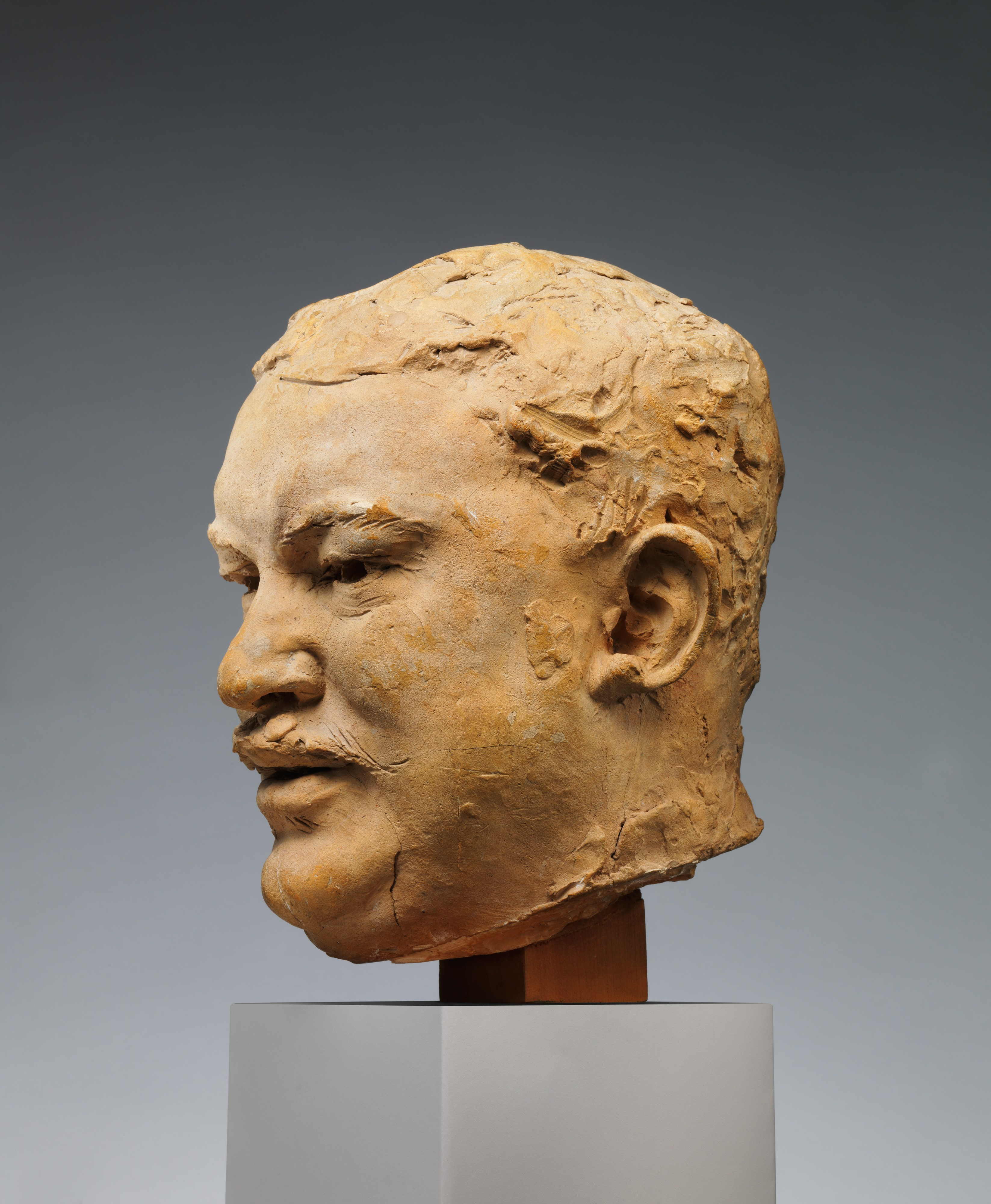
Honoré de Balzac, Büste von Auguste Rodin, ca. 1891

Balzacs Erzählweise gilt in der Literaturgeschichte als prototypisch für den traditionellen Roman „à la Balzac“, d. h. einen Roman mit interessanten, nicht eben Durchschnittstypen verkörpernden Protagonisten, einer interessanten und mehr oder minder zielstrebigen Handlung sowie einem eindeutigen Vorherrschen der auktorialen Erzählsituation.
Beeinflusst ist Balzac noch von der Romantik; er neigt zum Melodramatischen. Triviale Verstrickungen erscheinen als tragisch, Süchte als Leidenschaften, Unglückliche werden zu Helden oder Heiligen, Frauengestalten zu Engeln. Dabei scheut er auch vor der Dämonisierung seiner Figuren nicht zurück. Ausgesprochen typisch für sein Werk ist nach Erich Auerbach die Harmonie zwischen den handelnden Personen mit ihren physisch-moralischen Qualitäten und den sie umgebenden Räumen bzw. Milieus. Auerbach spricht in diesem Zusammenhang von einer „Stileinheit“ des Milieus vor allem der niederen und mittleren Klassen, wodurch extrem suggestive Bilder erzeugt würden. So signalisiere das historisch entstandene Milieu der Madame Vauquer aus Le Père Goriot eine „niedrige und gemeine Beschränktheit“, eine Mischung von „Dummheit, Schlauheit und versteckter Lebenskraft“. Auerbach bezeichnet diesen Stil als „atmosphärischen Historismus“ und „atmosphärischen Realismus“: Balzac fasse die Gegenwart in ihrer Gewordenheit, also als Geschichte auf.
Innerhalb dieses literarischen Spiegelbildes der zeitgenössischen Verhältnisse schrieb Balzac jüdischen Figuren antijüdischen Klischees entsprechende Charakteristika zu: Nucingen, einer der großen Bankiers in Paris, wird als habgierig gezeichnet. Nebenbei besitzt er deutsche Wurzeln, wie auch Fritz Brunner aus Le Cousin Pons, dem Balzac beaucoup de juiverie („ein großes Maß an jüdischer Verschlagenheit/Gerissenheit“) attestiert.
Mit seiner relativ ungeschminkten Darstellung der gesellschaftlichen Realität prägte Balzac Generationen nicht nur französischer Autoren und bereitete den Naturalismus vor. Sein Prinzip der Verbindung einer ganzen Serie von Romanen durch ein System wiederkehrender Figuren wurde von Émile Zola in dessen Zyklus der Rougon-Macquart aufgegriffen.

## Werke

### Theaterstücke
- Cromwell, 1820
- Le Nègre, 1823
- Vautrin, 1840
- Paméla Giraud, 1843
- Les Ressources de Quinola, 1842
- La Marâtre, 1848
- Mercadet le faiseur, 1840 (1851 posthum uraufgeführt)

### Jugendwerke
Die Jugendwerke hat Balzac unter den Pseudonymen Lord R'Hoone und Horace de Saint-Aubin veröffentlicht. Er hat diese Romane auch später nicht anerkannt und sie gehören nicht zur Comédie humaine, in der aber Motive und auch Personen aus diesen Schriften wieder aufgegriffen werden.
- Sténie, 1819
- Falthurne, 1822
- Le Vicaire des Ardennes, 1822 (Horace de Saint-Aubin)
- L’Héritière de Birague, 1822 (Lord R’Hoone)
- Clotilde de Lusignan, 1823 (Lord R’Hoone)
- Annette et le criminel, 1824 (Horace de Saint-Aubin), auch unter dem Titel Argow le pirate veröffentlicht[10]
- Le Centenaire ou les deux Beringheld, 1824 (Horace de Saint-Aubin)
- Wann-Chlore, 1825 (Horace de Saint-Aubin)

### La Comédie humaine

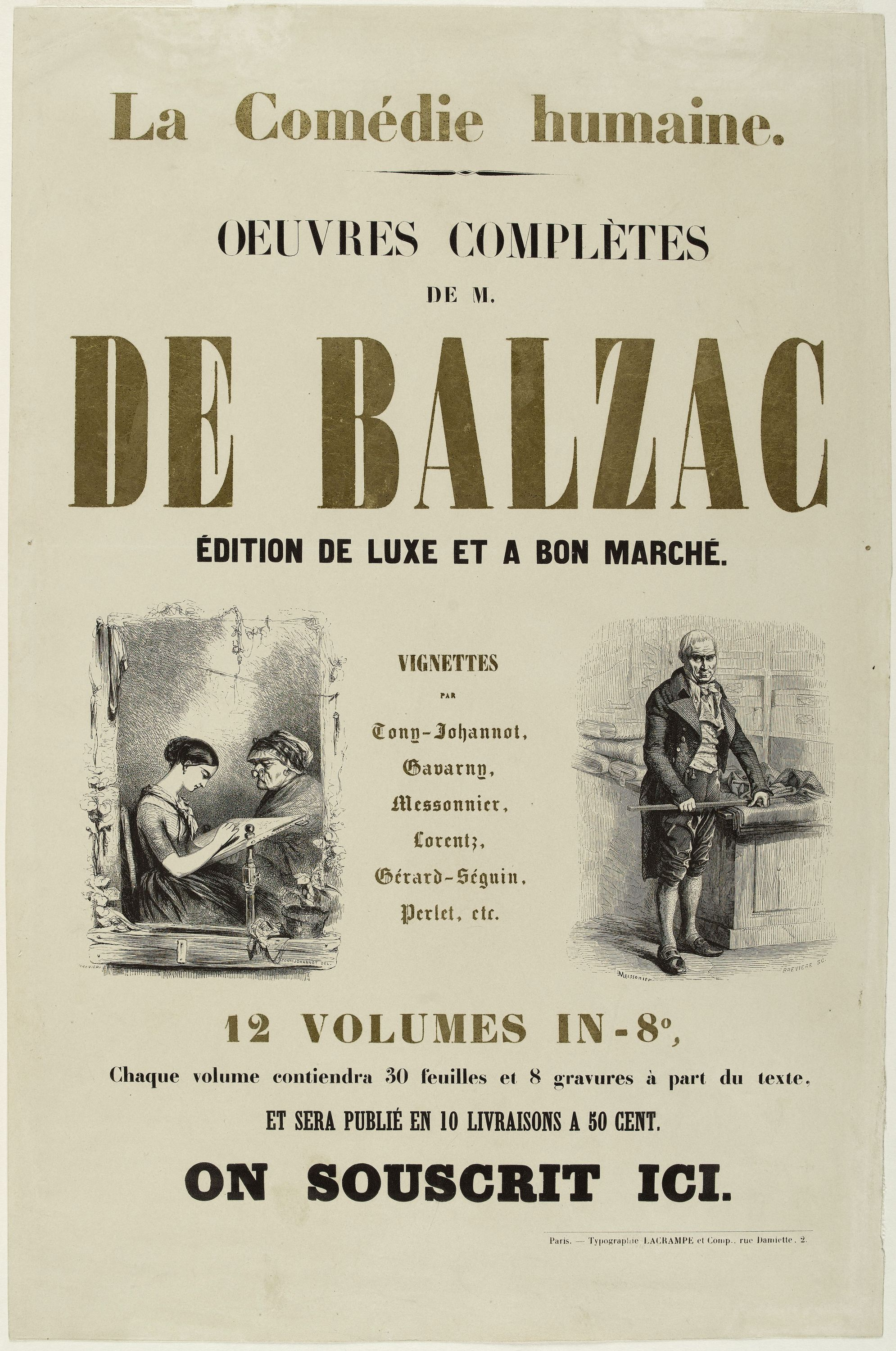
Buchladenplakat für La Comédie humaine

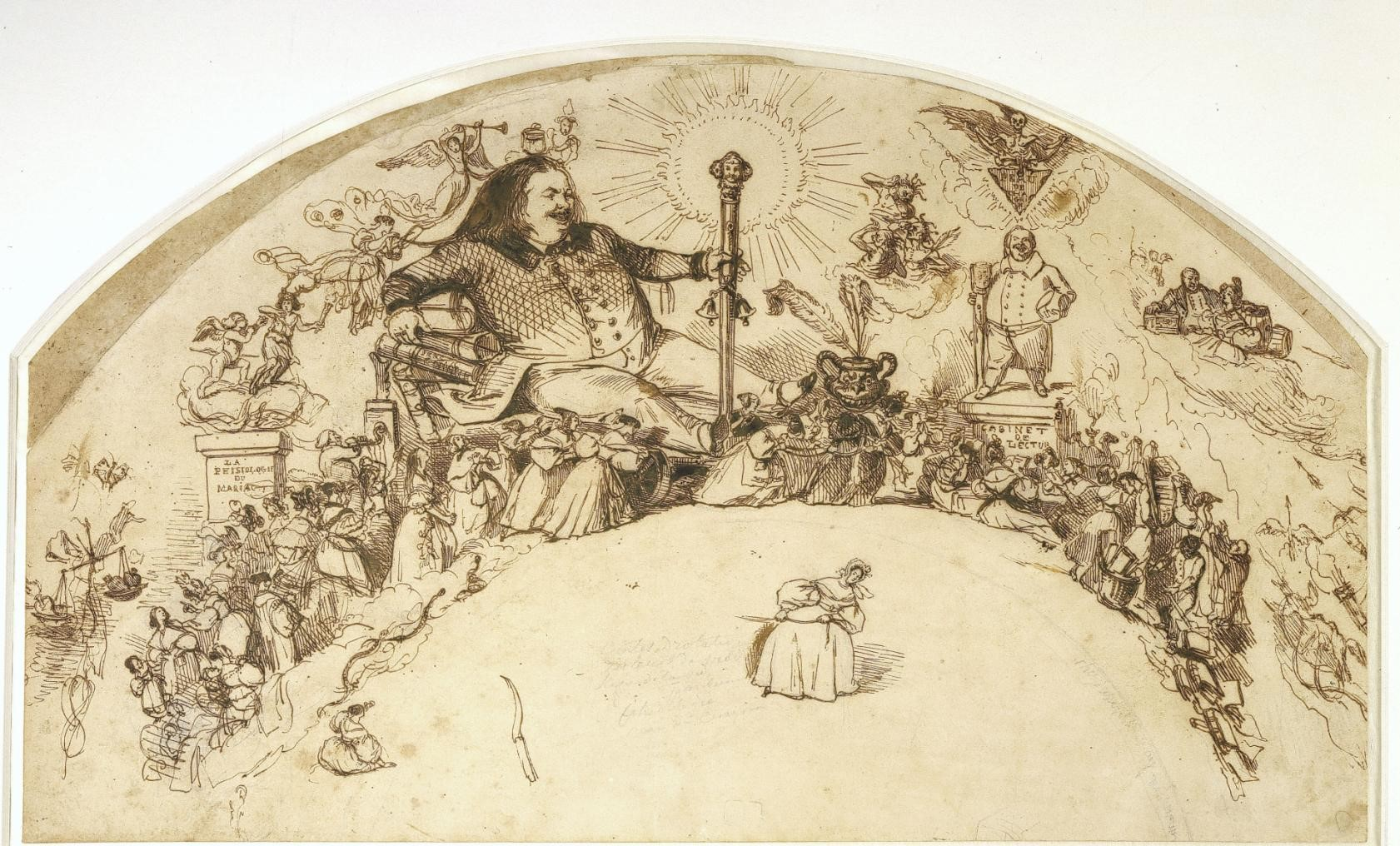
Karikatur von Grandville, Balzac und die Personen der Comédie humaine

(Chronologische Reihenfolge, Zuordnung zu den Scènes im Artikel La Comédie humaine)
- Le dernier Chouan ou la Bretagne en 1800, Roman 1829 (dt. Der letzte Chouan oder Die Bretagne im Jahr 1800, 1841)
- Physiologie du mariage, Abhandlung 1829 (dt. Physiologie der Ehe, 1842 und öfter, so 1908 von Heinrich Conrad)
- Adieu, Novelle 1830 (dt. Lebewohl, 1908)
- Le bal de Sceaux, Erzählung 1830 (dt. Der Ball von Sceaux, 1900)
- Étude de femme, Erzählung 1830 (dt. Frauenstudie, 1841)
- Gobseck, Erzählung 1830 (dt. Gobseck, 1846)
- La maison du Chat-qui-pelote, Erzählung 1830 (dt. Das Haus „Zur ballspielenden Katze“, 1845)
- Une passion dans le désert, Novelle 1830 (dt. Eine Leidenschaft in der Wüste, 1908)
- Petites misères de la vie conjugale, Erzählung 1830 (dt. Kleine Nöte des Ehelebens, 1847)
- Sarrasine, Erzählung 1830 (dt. Sarrasine, 1912)
- La vendetta, Erzählung 1830 (dt. Vendetta, 1841–1846)
- Une double famille, Erzählung 1830 (dt. Eine doppelte Familie)
- La Paix du ménage, Erzählung 1830 (dt. Ehefrieden)
- L’auberge rouge, Erzählung 1831 (dt. Die rote Herberge, 1924)
- Le chef-d’oeuvre inconnu, Erzählung 1831 (dt. Das unbekannte Meisterwerk, 1925)
- La peau de chagrin, Roman 1831 (dt. Das Chagrinleder, 1841)
- L’enfant maudit, Erzählung 1831 (dt. Das verfluchte Kind, 1831)
- L’Élixir de longue vie, Erzählung 1831 (dt. Das Lebenselixier)
- Les proscrits, Erzählung 1831 (dt. Die Geächteten, 1836)
- El Verdugo, Erzählung 1831 (dt. El Verdugo)
- Jésus-Christ en Flandre, Erzählung 1831 (dt. Jesus Christus in Flandern)
- La bourse, Erzählung 1832 (dt. Die Börse, 1958)
- Le Curé de Tours, Erzählung 1832 (dt. Der Pfarrer von Tours, 1924)
- Le colonel Chabert, Erzählung 1832 (dt. Oberst Chabert, 1844)
- La femme abandonnée, Erzählung 1832 (dt. Die verlassene Frau, 1846)
- La Grenadière, Erzählung 1832 (dt. Die Grenadiere, 1845)
- Louis Lambert, Roman 1832 (dt. Louis Lambert, 1845)
- Madame Firmiani, Roman 1832 (dt. Madame Firmiani)
- Le Réquisitionnaire, Roman 1832 (dt. Der Aufgebotene)
- Maître Cornélius, Roman 1832 (dt. Meister Cornelius)
- L’illustre Gaudissart, Erzählung 1833 (dt. Der berühmte Gaudissart, 1846)
- Le médecin de campagne, Roman 1833 (dt. Der Landarzt, 1835)
- Le Message, Roman 1833 (dt. Die Botschaft)
- Gaudissart II, Roman 1834 (dt. Gaudissart II)
- Eugénie Grandet, Roman 1834 (dt. Eugénie Grandet, 1835)
- La recherche de l’absolu, Roman 1834 (dt. Die Suche nach dem Absoluten, 1841–1846)
- Le Père Goriot, Roman 1834/35 (dt. Vater Goriot, 1835)
- Histoire des treize, Erzählungen 1843 (dt. Geschichte der Dreizehn, 1909)
  - Ferragus, Erzählung 1834 (dt. Ferragus)
  - La duchesse de Langeais, Erzählung 1834 (dt. Die Herzogin von Langeais)
  - La fille aux yeux d’or, Erzählung 1835 (dt. Das Mädchen mit den Goldaugen)
- Les Marana, Erzählung 1834 (dt. Die Maranas)
- Le lys dans la vallée, Roman 1835 (dt. Die Lilie im Tal, 1845)
- Un drame au bord de la mer, Erzählung 1835 (dt. Ein Drama am Meeresstrand, 1910)
- Les paysans, Roman 1835 (dt. Die Bauern, 1923)
- Séraphíta, Erzählung 1835 (dt. Seraphita, 1836)
- Le contrat de mariage, Roman 1835 (dt. Der Ehevertrag, 1846)
- Melmoth réconcilié, Erzählung 1835 (dt. Melmoth)
- Facino Cane, Erzählung 1836 (dt. Facino Cane, 1912)
- La vieille fille, Roman 1836 (dt. Die alte Jungfer, 1838)
- La Messe de l’athée, Erzählung 1836 (dt. Die Messe des Gottesleugners)
- L’Interdiction, Erzählung 1836 (dt. Die Entmündigung)
- Sur Catherine de Médicis, Erzählung 1836 (dt. Katharina von Medici)
- Gambara, Erzählung 1837 (dt. Gambara, 1845)
- Illusions perdues, Roman 1837–1843 (dt. Verlorene Illusionen, 1846)
  - Neuübersetzung von Melanie Walz: Hanser, München 2014, ISBN 978-3-446-24614-0.
- La Muse du département, Erzählung 1837 (dt. Die Muse des Départements).
- Massimilla Doni, Erzählung 1837.
- La femme supérieure (Les Employés), Roman 1837 (dt. Die überlegene Frau, 1843)
- Histoire de la grandeur et de la décadence de César Birotteau, Roman 1838 (dt. Geschichte der Größe und des Verfalls von César Birotteau, 1842)
- La maison Nucingen, Erzählung 1838 (dt. Das Haus Nucingen, 1845)
- Splendeurs et misères des courtisanes, Roman 1838–1844 (dt. Glanz und Elend der Kurtisanen, 1845)
- Le cabinet des antiques, Roman 1839 (dt. Das Antiquitätenkabinett, 1923)
- Le curé de village, Roman 1839 (dt. Der Landpfarrer, 1841)
- Les secrets de la princesse de Cadignan, Erzählung 1839 (dt. Die Geheimnisse der Fürstin von Cadignan, 1920)
- Béatrix ou les amours forcés, Roman 1839–1845 (dt. Beatrix oder Die erzwungene Liebe, 1840)
- Une fille d’Ève, Erzählung 1839 (dt. Eine Evastochter)
- Autre étude de femme, Erzählung 1839 (dt. Zweite Frauenstudie)
- Pierre Grassou, Erzählung 1839
- Un prince de la bohème, Erzählung 1840 (dt. Ein Fürst der Bohème)
- Pierrette, Roman 1840 (dt. Pierrette, 1840)
- Z. Marcas, Erzählung 1840 (dt. Z. Marcas, 1923)
- La fausse maitresse, Erzählung 1841 (dt. Die falsche Geliebte, 1844)
- Une ténébreuse affaire, Roman 1841 (dt. Eine dunkle Affäre, 1841)
- Ursule Mirouët, Roman 1841 (dt. Ursula Mirouet, 1843)
  - Neuübers. Ursule Mirouët durch Nicola Denis. Matthes & Seitz, Berlin 2017[11]
- Mémoires de deux jeunes mariées, Briefroman 1841/1842 (dt. Memoiren zweier junger Frauen, 1844)
- Albert Savarus, Roman 1842 (dt. Albert Savarus, 1925)
- La femme de trente ans, Roman 1842 (dt. Die Frau von dreißig Jahren, 1845)
- La rabouilleuse, Roman 1841/42 (dt. Die Krebsfischerin, 1846)
- Modeste Mignon ou les trois amoureux, Roman 1844 (dt. Modeste Mignon oder Die drei Liebhaber, 1846)
- Un début dans la vie, Erzählung 1844 (dt. Ein Lebensbeginn)
- Un homme d’affaires, Erzählung 1844 (dt. Ein Geschäftsmann)
- Honorine, Erzählung 1845
- Un épisode sous la Terreur, Erzählung 1845 (dt. Eine Episode aus der Zeit der Schreckensherrschaft)
- La cousine Bette, Roman 1846 (dt. Kusine Lisbeth, 1910; Cousine Bette. Die Rache einer Frau, 2022)
- Les comédiens sans le savoir, Erzählung 1846 (dt. Die unfreiwilligen Komödianten, 1923)
- Le cousin Pons ou les deux musiciens, Roman 1847 (dt. Vetter Pons oder Die beiden Musiker, 1919)
- L’envers de l’histoire contemporaine, Roman 1842 (dt. Die Kehrseite der Zeitgeschichte, 1967) (Regie J. Robert)
- Le Député d’Arcis, Erzählung 1854 (dt. Der Abgeordnete von Arcis)
- Les Petits Bourgeois, Erzählung 1856 (dt. Die Kleinbürger)

### Sonstige Werke außerhalb derComédie humaine
- Voyage de Paris à Java, 1830
- La Comédie du diable, 1831 (deutsch: Die Komödie des Teufels. Der Pakt. Aus dem Französischen von Ulrich Esser-Simon. Marix Verlag, Wiesbaden 2018, ISBN 978-3-7374-1078-6.)
- La Chine et les chinois, 1842
- Les contes drolatiques, 1832–1837 (deutsch Tolldreiste Geschichten)
- Scènes de la vie privée et publique des animaux, 1840–1842
  - Les Amours de deux bêtes offerts en exemple aux gens d’esprit
  - Voyage d’un lion d’Afrique à Paris, et ce qui s’ensuivit
  - Guide-âne à l’usage des animaux qui veulent parvenir aux honneurs
  - Voyage d’un moineau de Paris à la recherche du meilleur gouvernement
- Revue parisienne (Zeitschrift, drei Ausgaben, 1840)
- Ein Abglanz meines Begehrens: Bericht einer Reise nach Russland 1847. Friedenauer Presse, Berlin 2018, ISBN 978-3-932109-85-0.

### Zweisprachige Ausgaben
- Meister Frenhofer / Maître Frenhofer. Zweisprachige Ausgabe: Deutsch/Französisch. Aus dem Französischen von Ernst Stadler. Calambac Verlag, Saarbrücken 2021, ISBN 978-3-943117-11-0.

## Karikaturen

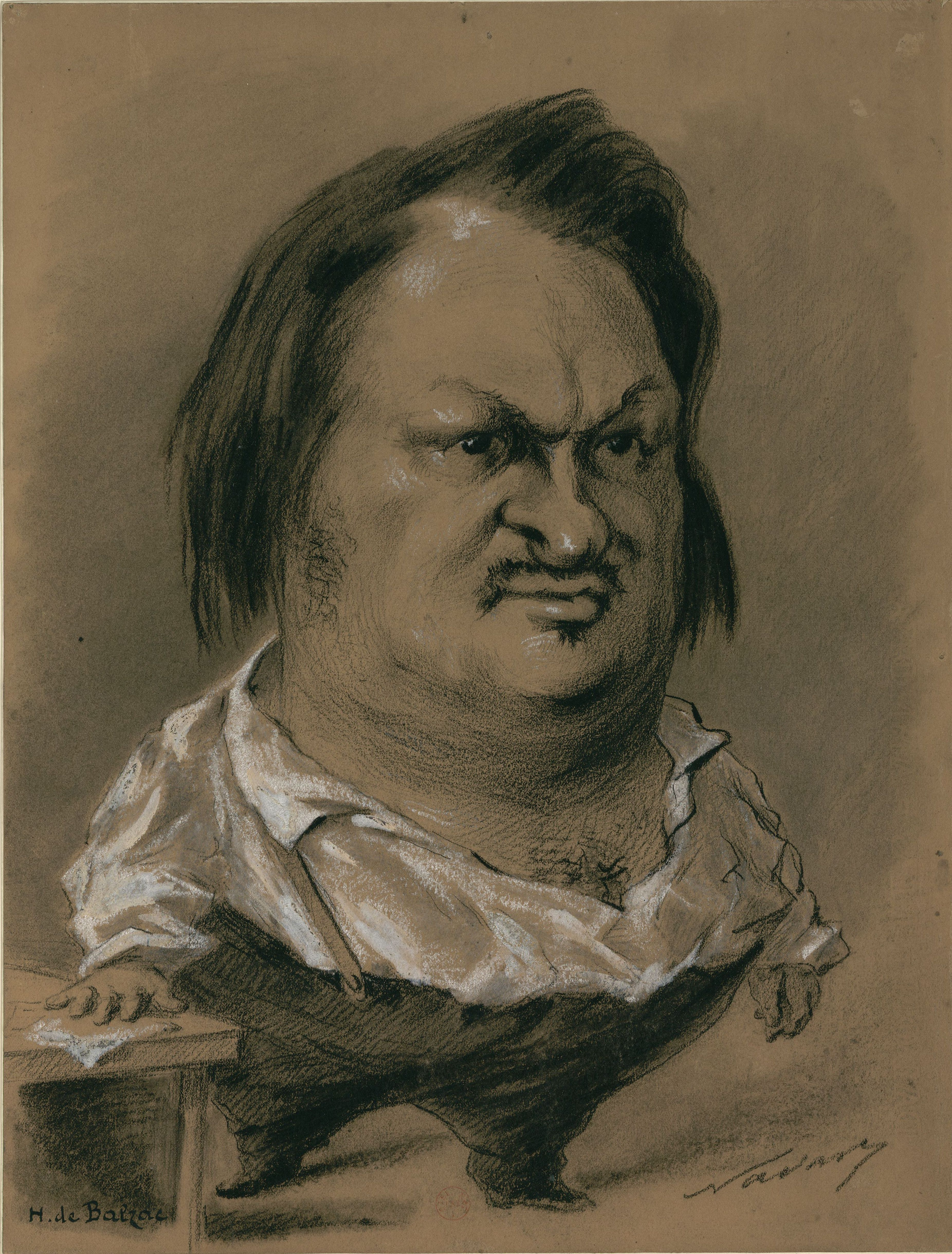
Karikatur von Nadar, 1850
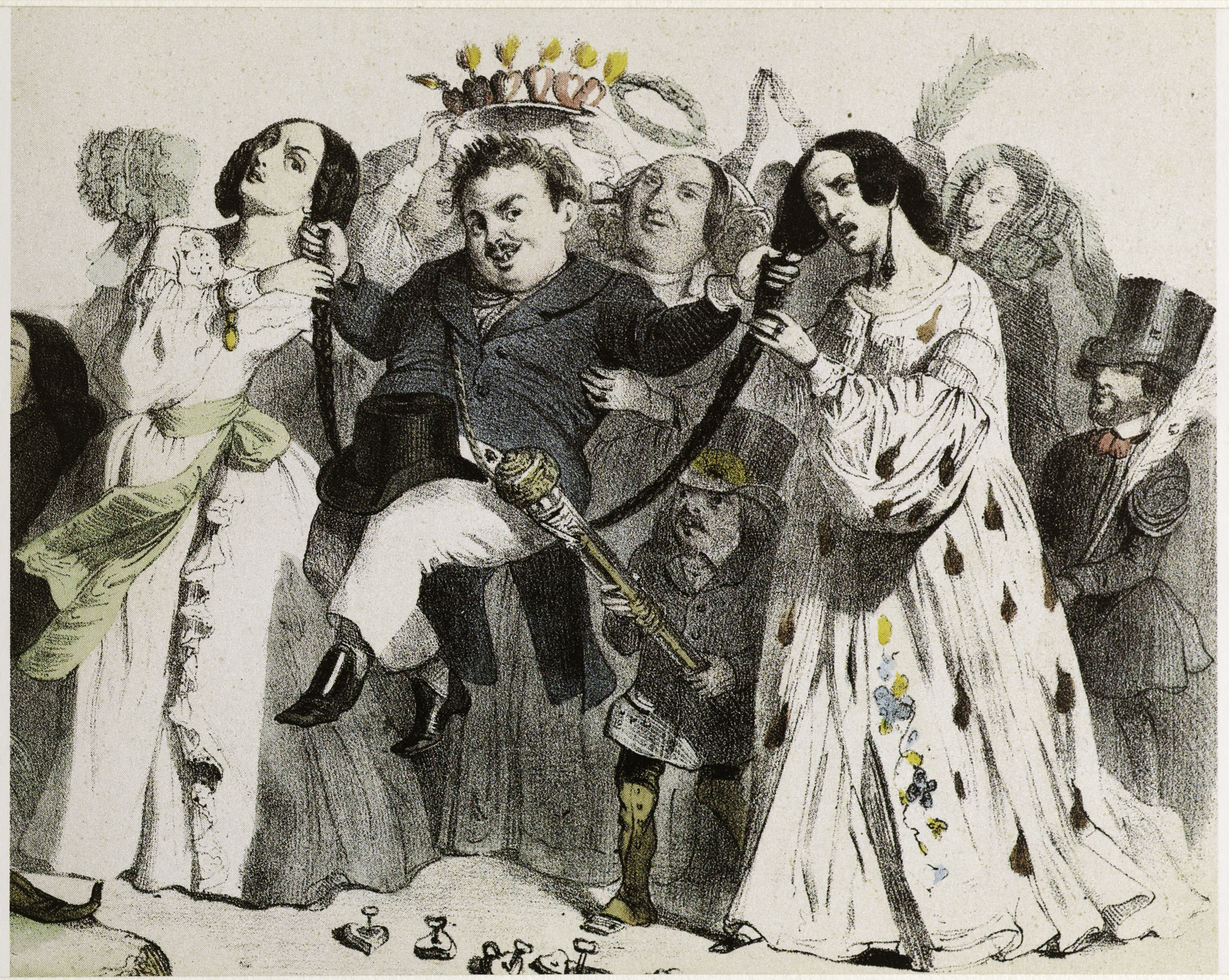
Karikatur von Grandville
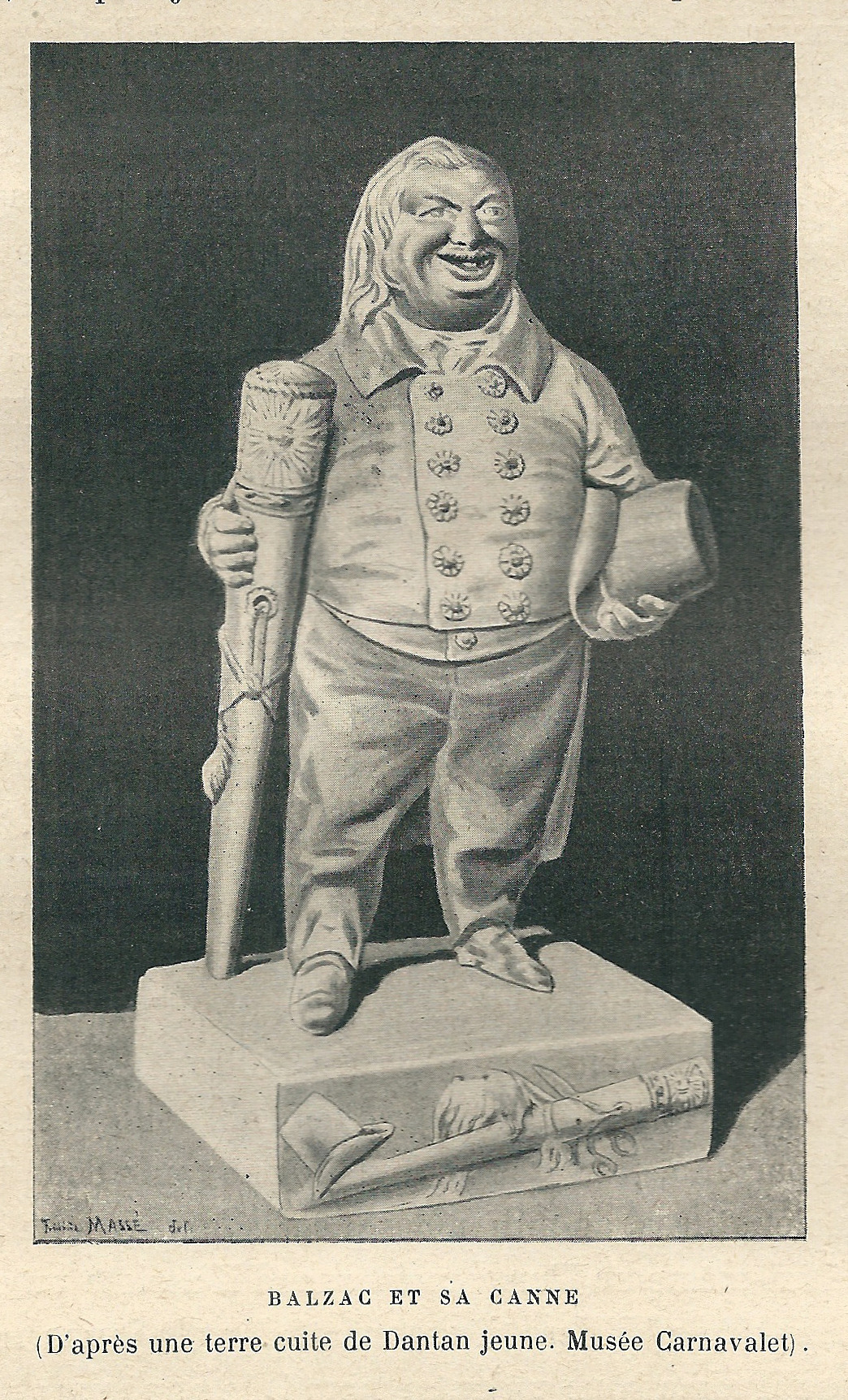
Honoré de Balzac mit seinem Spazierstock, Autor unbekannt
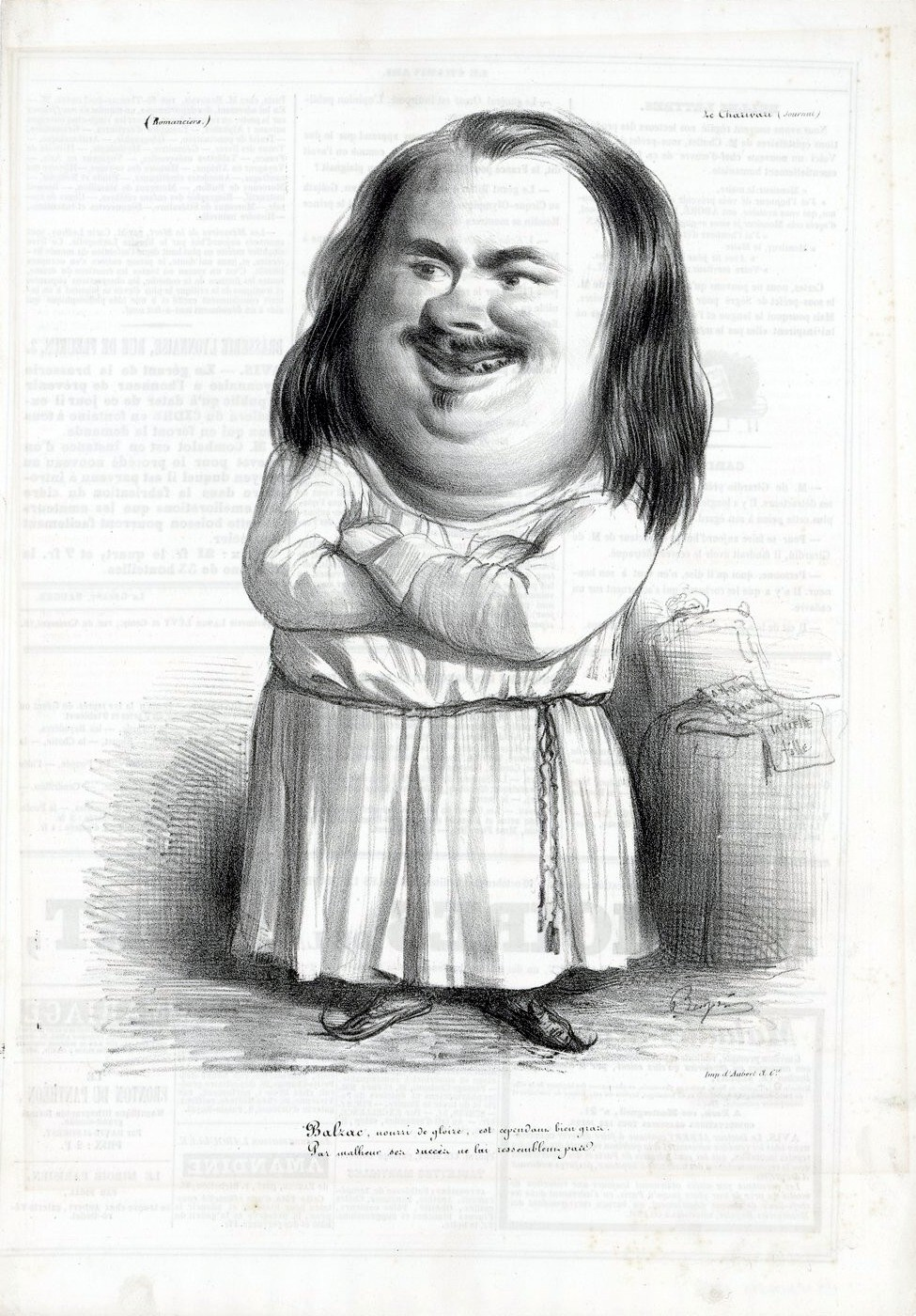
Karikatur von Benjamin Roubaud

## Verfilmungen (Auswahl)
- La peau de chagrin, Verfilmungen: Frankreich 1909 oder 1911 (Regie M. Carré), Slave of desire, USA 1923 (Regie G. D. Baker), Die unheimlichen Wünsche, Deutschland 1939 (Regie Heinz Hilpert), La piel de Zapa, Argentinien 1943 (Regie B. Herr)
- Le colonel Chabert, Verfilmungen: Frankreich 1910 (Regie André Calmettes), Deutschland 1920 (Regie E. Burg), Italien 1920 (Regie C. Gallone), Mensch ohne Namen, Deutschland 1932 (Regie Gustav Ucicky), Frankreich 1943 (Regie R. Le Hénaff), BR Deutschland 1956 (Regie V. von Collande), BR Deutschland 1967 (TV, Regie L. Cremer), Frankreich 1994 (Regie Yves Angelo)
- La duchesse de Langeais, Verfilmungen: Frankreich 1910 (Regie André Calmettes), The Eternal Flame, USA 1922 (Regie F. Lloyd), Deutschland 1926 (Regie Paul Czinner) als Liebe, Frankreich 1942 (Regie Jacques de Baroncelli), Ne touchez pas la hache, Frankreich 2007 (Regie Jacques Rivette)
- Histoire de la grandeur et de la décadence de César Birotteau, Verfilmungen: Frankreich 1911 (Regie E. Chautard), Italien 1921 (Regie A. Fratelli)
- Un drame au bord de la mer, Verfilmung: L’homme du large, Frankreich 1920 (Regie Marcel L’Herbier)
- Béatrix ou les amours forcés, Verfilmung: Beatrice, Italien 1920 (Regie Herbert Brenon)
- Eugénie Grandet, Verfilmungen: The Conquering Power, USA 1921 (Regie Rex Ingram), Italien 1946 (Regie M. Soldati), Mexiko 1952 (Regie E. Gómez Muriel), Unser liebes Fräulein Grandet, BR Deutschland 1965 (TV-Regie G. Fleckenstein)
- Le Père Goriot, Verfilmungen: USA 1915, Frankreich 1921/22 (Regie Jacques de Baroncelli), Paris at Midnight, USA 1926 (Regie E. Mason Hopper), Frankreich 1944 (Regie R. Vernay), Karriere in Paris, DDR 1951 (Regie Georg C. Klaren)
- L'auberge rouge, Verfilmung: Frankreich 1922/23 (Regie Jean Epstein), Frankreich 1951 (Regie Claude Autant-Lara)
- Adieu, Verfilmung: 1812, Deutschland 1923 (Regie J. Berger)
- Gobseck, Verfilmungen: Deutschland 1923 (Regie P. Rist), UdSSR 1936 (Regie K. Eggert)
- Le cousin Pons ou les deux musiciens, Verfilmung: Frankreich 1924
- Splendeurs et misères des courtisanes, Verfilmung: Glanz und Elend der Kurtisanen, Deutschland 1927 (Regie Manfred Noa)
- La cousine Bette, Verfilmungen: Frankreich 1928 (Regie M. de Rieux), Frankreich 1966 (TV-Regie Y.-A. Hubert), USA 1998 (Regie Des McAnuff)
- La fausse maitresse, Verfilmung: Frankreich 1942 (Regie André Cayatte)
- La rabouilleuse, Verfilmungen: Frankreich 1943 (Regie F. Rivers), Trübe Wasser (Les arrivistes), Frankreich/DDR 1960 (Regie L. Daquin)
- La fille aux yeux d’or, Verfilmung: Frankreich 1961 (Regie I. G. Albicocco)
- Séraphíta, Verfilmung: Himself as Herself, USA 1966/67 (Regie G. J. Markopoulos),
- Les contes drolatiques, Verfilmung: Die tolldreisten Geschichten, BR Deutschland 1968 (Regie J. Zachar)
- Pierrette, Verfilmung: Gli amori di Dafne, Italien 1970 (Regie O. Brazzi)
- Le chef-d’oeuvre inconnu, Verfilmung: La belle noiseuse, Frankreich 1992 (Regie Jacques Rivette)
- Die verlassene Frau (La femme abandonnée), Frankreich 1992 (Regie: Édouard Molinaro)
- Albert Savarus, Frankreich 1993 (Regie: Alexandre Astruc)
- Verlorene Illusionen (Illusions perdues): Frankreich 2021 (Regie: Xavier Giannoli)

## Vertonungen (Auswahl)
- Séraphíta, Ruggiero Leoncavallo, Symphonisches Gedicht, 1894
- La peau de chagrin, Oper in sieben Bildern von Fritz Geißler nach einem Libretto von Günther Deicke, 1977/78
- Oberst Chabert, Oper  von Hermann Wolfgang von Waltershausen, Uraufführung 18. Januar 1912 in Frankfurt am Main

## Deutsche Gesamtausgaben (Auswahl)
- Sämtliche Werke, 82 Bände, Basse-Verlag, Quedlinburg 1841–1846
- Die menschliche Komödie, 16 Bände, Insel, Leipzig 1908–1911
- Gesammelte Werke, 44 Bände, Rowohlt, Berlin 1923–1926, Neuauflage in 40 Bänden Hamburg 1952–1955. Reprint 40 + 1 Bände, Diogenes, Zürich 1977, Neuauflage 1998
- Die menschliche Komödie Hg. Fritz-Georg Voigt, Dünndruckausgabe in 20 Bänden, Aufbau-Verlag, Berlin und Weimar 1961–1985
- Die menschliche Komödie, Hg. Ernst Sander, 12 Bände, Goldmann, München 1971–1972, Taschenbuch-Ausgabe btb, Berlin 1998